# Victoria Montenegro
Hilda Victoria Montenegro (William Morris, Hurlingham, 31 de enero de 1976; desaparecida el 13 de febrero de 1976 por el Ejército Argentino durante el gobierno de María Estela Martínez de Perón, recuperada su identidad el 22 de agosto de 2001 es una política, diputada e hija de desaparecidos argentina. Hasta 2017 se desempeñó como subsecretaria de la Unidad de Coordinación Nacional para la Prevención, Asistencia y Erradicación de la Violencia contra las Mujeres. Fue quinta candidata en 2013 a diputada nacional por la Ciudad de Buenos Aires y otra vez en las elecciones 2015, esta vez en cuarto lugar.

## Historia
A dos semanas de nacer fue secuestrada en William Morris, provincia de Buenos Aires, por un grupo paramilitar junto a sus padres, Hilda Ramona Torres y Roque Orlando Montenegro, quienes fueron desaparecidos.
Meses más tarde, Victoria fue apropiada y adoptada en forma ilegal por el coronel del Ejército Argentino, German Antonio Tetzlaff, y su esposa María del Carmen Eduartes, quienes le cambiaron su identidad al darle el nombre de María Sol.

## Restitución
En 1988, las Abuelas de Plaza de Mayo iniciaron una acción legal, cuyas pruebas hematológicas arrojaron un resultado de 99,96 % de parentesco con los grupos de las familias Montenegro-Torres.
Luego de un largo proceso de información y maduración, en la que Victoria fue recuperando su identidad, declaró convencida y feliz: 
"Se acabó el miedo. El miedo se fue con María Sol. Yo soy Victoria."
El 23 de mayo de 2012, en conferencia de prensa, Victoria Montenegro, Abuelas de Plaza de Mayo y el Equipo Argentino de Antropología Forense (EAAF) comunicaron la identificación de los restos de Roque Orlando Montenegro el cual era uno de los siete cuerpos hallados en Colonia del Sacramento, Uruguay en 1976.
Hilda Victoria Montenegro tiene familia con tres hijos, y ha sido restituida su identidad y el amor de su familia biológica, oriunda de la provincia de Salta.